# 興統法縁会
興統法縁会（こうとうほうえんかい）は、日蓮宗に所属する富士門流の諸寺院によって構成される組織。

## 歴史

### 発足
1941年(昭和16年)、宗教団体法にもとづいて、日蓮宗・顕本法華宗・本門宗の三派がそれぞれの組織を解消して対等合併(三派合同)し、あらたに日蓮宗を発足させた。
本門宗がこの合同に参加したことにより、1900年(明治33年)に本門宗から独立していた大石寺と末寺（日蓮正宗）を除く富士門流の7本山とその末寺はすべて日蓮宗に所属することとなった。旧本門宗の本山・末寺は日蓮宗の内部で「興統法縁会」を組織、本門宗の前管長由比日光師が初代の会長に就任した。

### 7本山とその旧末寺の動向
終戦後の1945年(昭和20年)12月28日、宗教団体法が廃止されて国家による統合圧力が消滅すると、1950年(昭和25年)、京都の要法寺が旧末寺約50ヶ寺をひきつれて日蓮宗を離脱し日蓮本宗を発足させたほか、下条妙蓮寺と旧末寺6ヶ寺も日蓮宗を離脱して日蓮正宗に合流した。1957年(昭和32年)には西山本門寺（本山単独）、保田妙本寺と旧末寺の一部(4ヶ寺)、重須本門寺の末寺讃岐本門寺などが日蓮宗を離脱して日蓮正宗に合流した。1960年(昭和35年)、下条妙連寺の旧末寺のうち、日蓮宗との合同を維持していた1ヶ寺が日蓮正宗に合流した。1975年(昭和50年)、西山本門寺は日蓮正宗より離脱し単立となった。1995年(平成7年)、保田妙本寺は旧末寺2寺とともに日蓮正宗より離脱して単立となった。
北山本門寺・小泉久遠寺・伊豆実成寺3本山とその旧末寺、日蓮宗を離脱した4本山の旧末寺の一部は北山本門寺を縁頭寺として「興統法縁会」を再編維持し、日蓮宗の内部で富士門流としての独自性を維持している。

### 宮崎県内の興統法縁・日郷門流の諸寺院の動向
宮崎県内の富士門流(興統法縁)寺院は日郷門流に属し、小泉久遠寺・保田妙本寺両寺の末寺で、本門宗の設立に参加し、1941年(昭和16年)の「三派合同」にともない日蓮宗に属し、興統法縁会に参加した。
1957年(昭和32年)、創価学会の働きかけにより、宮崎県内の富士門流寺院、日向市財光寺定善寺、同細島妙国寺、同日知屋本善寺、児湯郡新富町本蓮寺、東臼杵郡門川町法蔵寺(旧延岡市松山本東寺末)、日南市飫肥本照寺、以上の6ヶ寺が日蓮宗を離脱し、日蓮正宗に合流。この時、既に無住となっていた細島妙国寺末の本建寺も妙国寺と共に日蓮正宗に合流した。合流後、久妙両山の日向国北部における事実上の末寺頭を務めたこともある定善寺は、日蓮正宗の九州本山となり、妙国寺、本善寺、本蓮寺、法蔵寺、本照寺、本建寺の6ヶ寺は定善寺の旧末寺とされた。しかし妙国寺はあくまで保田妙本寺の末寺であると主張し、定善寺の旧末寺であったとするのは捏造だとして認めず、改宗後も末寺扱いされるのを拒んだ。また、上行寺をはじめとする9ヶ寺が日蓮宗を離脱して大日蓮宗を設立。
- 1958年(昭和33年)、昨年に日蓮正宗に合流したばかりの妙国寺(興福山)が日蓮正宗を離脱して単立となる。
- 1960年(昭和35年)、県内の郷門寺院1ヶ寺(本源寺)が日蓮宗を離脱して日蓮正宗に合流。
- 1976年(昭和51年)、妙国寺(興福山)、日蓮宗に復帰。復帰にあたっては小西法縁の協力を得たため、現在は小西法縁にも所属。
- 1989年(平成元年)、上行寺を含む大日蓮宗の8ヶ寺が日蓮宗に復帰。
- 2006年(平成18年)、1989年以降単立となっていた旧大日蓮宗の残る1ヶ寺、児湯郡都農町龍雲寺も延岡市本東寺より住職を迎え日蓮宗に復帰。

## 興統法縁会の所属寺院

### 重須（北山）本門寺とその旧末寺36ヶ寺
- 本門寺（富士山） 静岡県富士宮市北山 1293年（永仁元年）日興の開基
  - 法輪寺（万年山） 東京都新宿区西早稲田 1606年（慶長11年）
  - 蓮華寺（泉光山） 東京都中野区大和町 1658年（万治元年）
  - 宗川寺（白東山） 神奈川県横浜市瀬谷区北新 1625年（寛永2年）
  - 蓮妙寺（弁財山） 神奈川県茅ヶ崎市芹沢 文化年間（1804年-1818年）
  - 常在寺（本興山） 神奈川県海老名市社家 正和年間（1312年-1317年）
  - 本禅寺（宝松山） 神奈川県厚木市飯山 1554年（天文23年）
  - 正法寺（蓮華山） 山梨県中巨摩郡昭和町押越 1292年（正応3年）日興開創。1574年（天正6年）開山。
  - 本妙寺（中央山） 山梨県中巨摩郡昭和町押越 1582年（天正10年）1981年時点の住職は潮師法縁。
  - 本源寺（興栄山） 山梨県北杜市長取町中丸 1584年（天正12年）
  - 伊豆国分寺（妙法華山） 静岡県三島市泉町 1600年（慶長5年）再建
  - 蓮正寺（伊東山） 静岡県伊東市芝町 1328年（嘉暦3年）創立 寂日坊阿闍梨日華
  - 本能寺（富蔵山） 静岡県沼津市獅子浜 1414年（応永21年）創立
  - 久成寺（実成山） 静岡県御殿場市清後 1338年（暦応元年）
  - 妙典寺（光照山） 静岡県御殿場市山之尻 1556年（弘治2年） 久成寺末寺
  - 本國寺（成就山） 静岡県富士市今泉 1525年（大永5年）
  - 妙善寺（八王子山） 静岡県富士市伝法田端 1641年（寛永18年）に真言宗より改宗
  - 法華寺（富士山） 静岡県富士宮市宮原 明治初年
  - 本光寺（大鏡山） 静岡県富士宮市宝町 1525年（大永5年）
  - 東陽坊（富士山） 静岡県富士宮市北山
  - 養運坊（富士山） 静岡県富士宮市北山 1298年（永仁6年）
  - 西之坊（富士山） 静岡県富士宮市北山 1298年（永仁6年）
  - 養仙坊（富士山） 静岡県富士宮市北山 1298年（永仁6年）
  - 蓮行坊（富士山） 静岡県富士宮市北山 1298年（永仁6年）
  - 行泉坊（富士山） 静岡県富士宮市北山 1298年（永仁6年）
  - 本妙寺（大久山） 静岡県富士宮市北山 1312年（正和元年）
  - 正林寺（玉樹山） 静岡県富士宮市北山 1303年（嘉吉元年）
  - 本源寺（蓮華山） 静岡県富士宮市市原 1598年（慶長3年）
  - 東光寺（富士山） 静岡県富士宮市下条 1292年（正応5年）
  - 宗円寺（妙見山） 静岡県富士宮市馬見塚 1628年（寛永5年）
  - 妙隆寺（道場山） 静岡県静岡市清水区蒲原 1532年（天文元年）
  - 信行教会 静岡県富士市宮下 1957年（昭和32年）
  - 世尊寺（令法久住山） 新潟県佐渡市真野竹田 1273年（文永10年） 一時単立、1963年（昭和38年）日蓮宗に復帰。
  - 本興寺（戸河山） 新潟県佐渡市相川下相川 1506年（永正3年）
  - 本光寺（法教山） 新潟県佐渡市泉 1314年（正和3年）
  - 本覚寺（法輪山） 和歌山県和歌山市数寄屋町 1619年（元和4年） 1981年の時点で住職は奠師法縁
  - 顕本寺（大導山） 岡山県岡山市北区芳賀 1892年（明治25年）創立

### 小泉久遠寺とその旧末寺4ヶ寺
- 久遠寺（富士山） 静岡県富士宮市小泉 1334年（建武元年）創立 宰相阿闍梨日郷の開基
  - 大乗坊 静岡県富士宮市小泉 1334年（建武元年）創立 久遠寺の塔頭
  - 妙円寺（萱守山） 静岡県富士宮市小泉 正慶年間（1322年-1333年）創立 宰相阿闍梨日郷の開基
  - 円蔵寺（長久山） 静岡県駿東郡長泉町元長窪 1468年（応仁2年）創立
  - 長遠寺（日照山） 静岡県富士市三ツ沢 1641年（寛永18年）創立

### 伊豆実成寺とその旧末寺4ヶ寺
- 実成寺（東光山） 静岡県伊豆市柳瀬 1301年（正安3年）創立 日尊の開基
  - 妙泉寺（永正山） 静岡県伊豆市原保 1663年（寛永3年）創立
  - 本成寺（法運山） 静岡県伊豆市菅引 不明
  - 行蓮寺（旭光山） 静岡県伊東市宇佐美 1508年（永正4年）創立
  - 蓮慶寺（船守山） 静岡県伊東市川奈 1543年（天文12年） 日量

### 下条妙蓮寺の旧末寺1ヶ寺
- 妙典寺（蓮華山） 東京都豊島区南池袋 1616年（元和2年）

### 保田妙本寺の旧末寺9ヶ寺
- 下之寺 千葉県安房郡鋸南町吉浜 妙本寺の塔頭
- 西之寺 千葉県安房郡鋸南町吉浜 妙本寺の塔頭
- 山本寺 千葉県安房郡鋸南町吉浜 妙本寺の塔頭
- 久円寺 千葉県安房郡鋸南町吉浜 妙本寺の塔頭
- 大行寺（円融山） 千葉県安房郡鋸南町保田
- 妙顕寺（福谷山） 千葉県安房郡鋸南町大六
- 妙蓮寺（成光山） 千葉県南房総市富浦町手取
- 妙遠寺（長継山） 神奈川県川崎市川崎区宮前町 1612年（慶長17年）

### 京都要法寺の旧末寺34ヶ寺
- 妙円寺（本因山） 山形県米沢市大町
- 本法寺（須加山） 埼玉県行田市須加 1927年（昭和2年）、当地の信者が一宇を建立。1933年（昭和8年）に1574年（天正2年）創立の島根県大森銀山本法寺の寺号を当地に移す。
- 正興寺（鷲林山） 岐阜県岐阜市木造町 1303年（嘉元元年） 日尊開基。
- 本典寺（普光山） 新潟県佐渡市相川下寺町 1623年（元和9年）
- 妙徳寺（法功山） 奈良県宇陀郡御杖村大字桃俣
- 三護寺（妙法山） 奈良県吉野郡大淀町大字檜垣本 1889年（明治22年）創立、1971年（昭和46年）寺号を公称
- 妙船寺（小西山） 島根県邑智郡川本町 1578年（天正6年）創立
- 妙蓮寺（亀隆山） 島根県大田市大森町 1610年（慶長15年）創立
- 法蔵寺（円俵山） 島根県大田市大田町 1301年（正安3年）創立
- 妙経寺（圓廣山） 島根県大田市大田町 1591年（天正19年）創立
- 本経寺（松樹山） 島根県大田市仁摩町 天正年間（1572年-1592年）創立
- 乗福寺（薬師山） 島根県大田市富山町才坂 もと禅宗寺院であったが、改宗して大石寺末寺。のち要法寺末に。
- 本要寺（円教山） 島根県出雲市湖陵町三部 1610年（慶長15年）
- 東満寺（東光山） 島根県出雲市東郷町 1310年（延慶3年）
- 妙仙寺（法広山） 島根県出雲市大津町 1648年（慶安元年）創立
- 裕宗寺（涼運山） 島根県出雲市大津町 1592年（文禄元年）創立
- 妙雲寺（西竜山） 島根県出雲市天神町 1627年（寛永4年）創立
- 本覚寺（滑石山） 島根県出雲市天神町 1894年（文化元年）再建
- 本住寺（宗運山） 島根県出雲市下横町 1648年（慶安元年）創立
- 妙蓮寺（久遠山） 島根県出雲市古志町 1527年（大永7年）創立
- 光明寺（妙経山） 島根県出雲市馬木町 正保年間（1644年-1648年）創立。「馬木不動尊」とも
- 法泉寺（清谷山） 島根県出雲市稗原町 1621年（元和7年）創立
- 延福寺（東光山） 島根県出雲市斐川町 1558年（永禄元年）創立
- 妙行寺（遠寿山） 島根県出雲市大社町新町 1505年（永正4年）創立
- 古平田寺（宗信山） 島根県出雲市平田町 1671年（寛文4年）創立
- 妙蔵寺（法鷲山） 島根県出雲市多久谷町 1390年（明徳元年）創立
- 成蓮寺（立実山） 島根県雲南市大東町大東 1823年（文政6年）以前
- 安養寺（法王山） 島根県仁多郡奥出雲町横田町小馬木 1345年（貞和元年） 上行院日尊開基
- 妙綱寺（岩尾山） 島根県仁多郡奥出雲町横田町大馬木 1299年（正安元年） 上行院日尊開基
- 金言寺（松尾山） 島根県仁多郡奥出雲町横田町大馬木 1299年（正安元年） 上行院日尊開基
- 八槇寺（滝尾山） 島根県仁多郡奥出雲町横田町大馬木 1544年（天文13年）
- 南枝寺（法妙山） 島根県仁多郡奥出雲町横田町中村 1652年（承応元年）
- 妙吉寺（大法山） 島根県雲南市三刀屋町中野須所 1300年（正安2年） 上行院日尊開基
- 妙興寺（亀滝山） 島根県松江市寺町 1332年（正慶元年） 上行院日尊開基
- 菩提寺（養王山） 島根県松江市雑賀町 1340年（暦応元年） 上行院日尊開基
- 長遠寺（無量山） 広島県広島市中区大手町　1619年（元和5年）創立

### 西山本門寺の旧末寺12ヶ寺
- 上行寺（富士山） 神奈川県伊勢原市上粕屋 1567年（永禄10年）
- 広宣寺（恵日山） 静岡県伊東市芝町
- 上行院（大見山） 静岡県伊豆市地蔵堂 1537年（天文6年）
- 代通寺（興流山） 静岡県富士市八王子本町 1653年（承応2年）
- 安立寺（上行山） 静岡県富士宮市青木 1641年（寛永18年）
- 善能寺（興代山） 静岡県富士宮市野中 1630年（寛永7年）
- 代信寺（滝戸山） 静岡県富士宮市山本 寛文年間
- 代立寺（富士山） 静岡県富士宮市小泉 1629年（寛永6年）
- 上行寺（本因山） 大阪府東大阪市立花町 1659年（万治2年） 1981年の時点で住職は奠師法縁
- 寿光寺（上行山） 大阪府大阪市城東区中浜 1695年（元禄8年） 西山本門寺21世日意開山。1981年の時点で松ヶ崎法縁
- 代行寺（草龍山） 福岡県直方市植木井関 1924年（大正13年）

### 宮崎県内の久妙両山の旧末寺
- 妙興寺(塚原山) 宮崎県児湯郡木城町椎木。1462年(寛正3年)南条日安開山。元は児湯郡新富町にあったが廃仏毀釈により現在地へ移転。
- 妙国寺(興福山) 宮崎県日向市細島。1342年(康永元年)日郷開山。日向定善寺とともに1957年(昭和32年)日蓮宗を離脱し日蓮正宗に合流。翌1957年(昭和32年)日蓮正宗を離脱して単立に。1976年(昭和51年)日蓮宗に復帰。復帰にあたり小西法縁の支援をうけ、1981年(昭和56年)の時点で小西法縁より迎えた住職が在任(日蓮正宗に改宗した前住職が弟子を小西法縁で出家させたため)。
- 上行寺(法華経山) 宮崎県宮崎市本郷南方。日郷開山。1957年(昭和32年)日蓮宗を離脱し、県内の郷門寺院8ヶ寺とともに大日蓮宗を設立。1989年(平成元年)日蓮宗に復帰。
- 本東寺(慧日山) 宮崎県延岡市松山町。1335年(建武2年)日睿開山。1957年(昭和32年)日蓮宗を離脱し、大日蓮宗の設立に参加。1989年(平成元年)日蓮宗に復帰。
- 本永寺(松尾山) 宮崎県宮崎市高岡町内山。日朝開山。中興二祖は日要。元は久妙両山の学頭坊で事実上の九州における本山だったが廃仏毀釈により衰退。1957年(昭和32年)日蓮宗を離脱し、大日蓮宗の設立に参加。1989年(平成元年)日蓮宗に復帰。
- 常福寺 宮崎県南那珂郡南郷町大字鴻上。1957年(昭和32年)日蓮宗を離脱し、大日蓮宗の設立に参加。1989年(平成元年)日蓮宗に復帰。

### その他の寺院
- 立正寺(瑞薫山) 北海道芦別市北3条。昭和40年寺号公称。
- 智浄寺(海竜山) 宮崎県児湯郡川南町。元は日向市細島妙国寺の布教所。保田妙本寺11世日要の末裔にして妙国寺檀徒の是沢家が中心となって1952年(昭和27年)川南結社を設立、1959年(昭和34年)寺号を公称、夭逝した妙国寺住職の子息、智浄坊にちなみ智浄寺と号す。郷門寺院だが県内の郷門寺院が分裂したため、親師法縁より住職を迎えた。現在の住職は興統法縁。旧末寺ではないが久妙両山系。
- 龍雲寺(妙福山) 宮崎県児湯郡都農町川北。元は細島妙国寺の布教所。1957年(昭和32年)日蓮宗を離脱し、大日蓮宗の設立に参加。1989年(平成元年)、大日蓮宗の解散により単立に。2006年(平成18年)延岡本東寺より住職を迎え日蓮宗に復帰。旧末寺ではないが久妙両山系。
- 本光寺（御堂山） 宮崎県日向市大字財光寺。定善寺檀徒の一部が日蓮正宗改宗に反発し設立。延岡市本東寺より住職を迎えた。1957年(昭和32年)日蓮宗を離脱し、大日蓮宗の設立に参加。1989年(平成元年)日蓮宗に復帰。旧末寺ではないが久妙両山系。
- 妙源寺（経王山） 宮崎県日南市油津。元は鹿児島市教王寺の布教所。日向市細島妙国寺より住職を迎え興統法縁に。旧末寺ではないが久妙両山系。
- 本門伝灯会結社 神奈川県川崎市麻生区岡上 1937年(昭和12年)(旧本山不明)
- 船守寺(上原山) 山梨県上野原市諏訪 1955年(昭和30年)船守教会設立。寺は興統法縁、1981年(昭和56年)の時点で住職は親師法縁
- 法華経寺(南国妙山) 鹿児島県伊佐市大口白木 1976年(昭和51年)妙秀結社設立。1977年(昭和52年)法華経寺と公称する。

## かつて興統法縁会に所属していた寺院

### 京都要法寺とその旧末寺50ヶ寺
- 1950年（昭和25年）、京都要法寺を本山とする日蓮本宗を結成。
  - 妙国寺（佛智山） 山形県東置賜郡高畠町大字高畠
  - 恵光院（中道山） 山形県長井市中道
  - 妙体寺（本髙山） 宮城県栗原市高清水桜丁
  - 本法寺（興福山） 福島県福島市新町
  - 佛眼寺（諸佛山） 福島県福島市渡利岩崎町
  - 一圓寺（松尾山） 福島県福島市立子山町屋坂
  - 妙泉寺（竹林山） 福島県福島市飯野町青木戸ノ入
  - 東榮寺（妙厳山） 福島県福島市飯野町青木東栄寺
  - 蓮昌寺（泉原山） 福島県伊達市霊山町泉原字方事
  - 妙蔵寺（金理山） 福島県伊達郡桑折町南半田沢入
  - 不動院（御瀧山） 福島県伊達郡桑折町南半田窪
  - 妙法寺（玉野山） 福島県相馬市玉野副霊山
  - 宗仙寺（本光山） 東京都板橋区板橋
  - 大雲寺（妙興山） 岐阜県関市伊勢町
  - 光徳寺（妙法山） 岐阜県関市塔之洞
  - 日目庵 岐阜県不破郡垂井町
  - 本法寺（妙栄山） 岐阜県山県市谷合
  - 法華寺 三重県志摩市阿児町立神
  - 本行院 京都府京都市左京区新高倉通り孫橋上ル法皇寺町 要法寺塔頭
  - 本地院 京都府京都市左京区新高倉通り孫橋上ル法皇寺町 要法寺塔頭
  - 真如院 京都府京都市左京区新高倉通り孫橋上ル法皇寺町 要法寺塔頭
  - 妙種院 京都府京都市左京区新高倉通り孫橋上ル法皇寺町 要法寺塔頭
  - 顕寿院 京都府京都市左京区新高倉通り孫橋上ル法皇寺町 要法寺塔頭
  - 実成院 京都府京都市左京区新高倉通り孫橋上ル法皇寺町 要法寺塔頭
  - 法性院 京都府京都市左京区新高倉通り孫橋上ル法皇寺町 要法寺塔頭
  - 信行院 京都府京都市左京区新高倉通り孫橋上ル法皇寺町 要法寺塔頭
  - 實報寺（多寶山） 京都府京都市東山区五条橋東
  - 本経寺（久遠山） 京都府京都市伏見区小栗栖小阪町
  - 南照庵 京都府京都市伏見区深草直違橋南
  - 長福寺（廣布山） 京都府京丹後市大宮町奥大野
  - 常徳寺（薬王山） 京都府京丹後市大宮町口大野
  - 妙受寺（久成山） 京都府京丹後市大宮町周枳
  - 蓮興寺（玉泉山） 大阪府大阪市北区末広町
  - 円頓寺（顕本山） 大阪府大阪市北区太融寺町
  - 正福寺（廣布山） 大阪府大阪市淀川区三国本町
  - 正福寺（遠壽山） 大阪府大阪市西成区千本中
  - 住本寺 大阪府大阪市西成区玉出中
  - 本性寺（長福山） 大阪府守口市佐太中町
  - 本成寺（古城山） 大阪府箕面市栗生間谷東
  - 速成寺（壽量山） 奈良県大和郡山市南郡山町
  - 本妙寺（常住山） 島根県出雲市平田町
  - 通圓寺（長廻山）島根県出雲市灘分町
  - 多寶寺（湧出山） 島根県出雲市多久谷町
  - 中林寺（大薗山） 島根県出雲市多久谷町
  - 本壽寺（長念山） 島根県出雲市岡田町
  - 妙福寺（湖雲山） 島根県出雲市岡田町
  - 慈眼寺（法應山） 島根県出雲市今市町
  - 妙傳寺（題目山） 島根県出雲市塩治町
  - 浄福寺（半分山） 島根県出雲市上塩治町
  - 松久寺（円東山） 島根県出雲市佐田町橋波
- 単立
  - 妙音寺（照永山） 静岡県静岡市駿河区向敷地

### 北山本門寺の末寺
- 妙泉寺 1577年（天正5年）北山本門寺の末寺として建立。1956年（昭和31年）日蓮宗より離脱して日蓮正宗に合流。
- 讃岐法華寺(讃岐本門寺)とその末寺
  - 讃岐本門寺（北山本門寺の旧末寺） 香川県三豊市三野町下高瀬
  - 中之坊 香川県三豊市三野町下高瀬 本門寺の塔頭
  - 奥之坊 香川県三豊市三野町下高瀬 本門寺の塔頭
  - 法善坊 香川県三豊市三野町下高瀬 本門寺の塔頭
  - 泉要坊 香川県三豊市三野町下高瀬 本門寺の塔頭
  - 西之坊 香川県三豊市三野町下高瀬 本門寺の塔頭
  - 上之坊 香川県三豊市高瀬町上高瀬 本門寺の塔頭
  - 宝光坊 香川県三豊市高瀬町新名 本門寺の塔頭
  - 西山坊 香川県三豊市高瀬町新名 本門寺の塔頭
  - 妙行寺（円宗山） 香川県丸亀市城西町
  - 福成寺（小松山） 香川県仲多度郡琴平町榎井

### 下条妙蓮寺とその旧末寺7ヶ寺
- 妙蓮寺（多宝富士山） 静岡県富士宮市下条 1950年（昭和25年）、旧末寺6ヶ寺とともに日蓮宗を離脱して日蓮正宗に合流。10年後、のこる旧末寺1ヶ寺も日蓮正宗に合流。
  - 蓮光坊 静岡県富士宮市下条 妙蓮寺の塔頭 1950年（昭和25年）、日蓮宗を離脱して日蓮正宗に合流。
  - 本正坊 静岡県富士宮市下条 妙蓮寺の塔頭 1950年（昭和25年）、日蓮宗を離脱して日蓮正宗に合流。※現在は廃坊
  - 心教坊 静岡県富士宮市下条 妙蓮寺の塔頭 1950年（昭和25年）、日蓮宗を離脱して日蓮正宗に合流。
  - 本妙坊 静岡県富士宮市下条 妙蓮寺の塔頭 1950年（昭和25年）、日蓮宗を離脱して日蓮正宗に合流。
  - 法善寺（上野山） 静岡県富士宮市下条 1950年（昭和25年）、日蓮宗を離脱して日蓮正宗に合流。
  - 蓮光寺（本覚山） 静岡県富士宮市上稲子 1950年（昭和25年）、日蓮宗を離脱して日蓮正宗に合流。
  - 忠正寺（崇敬山） 静岡県富士宮市朝日町 1960年（昭和35年） 日蓮宗を離脱して日蓮正宗に合流。

### 保田妙本寺とその旧末寺4ヶ寺
- 保田妙本寺 千葉県安房郡鋸南町吉浜 1957年（昭和32年）、旧末寺4ヶ寺とともに日蓮宗を離脱して日蓮正宗に合流。旧末寺9ヶ寺は「合同」を維持。1993年、旧末寺2ヶ寺とともに日蓮正宗を離脱して単立に。旧末寺2ヶ寺は日蓮正宗に残留。
  - 顕徳寺 千葉県富津市 1957年（昭和32年）、日蓮宗を離脱して日蓮正宗に合流。1993年、日蓮正宗を離脱して単立に。
  - 遠本寺(長興山) 千葉県鴨川市 1957年（昭和32年）、日蓮宗を離脱して日蓮正宗に合流。1993年、日蓮正宗を離脱して単立に。
  - 本乗寺（永豊山） 千葉県富津市加藤 1957年（昭和32年）、日蓮宗を離脱して日蓮正宗に合流。
  - 本顕寺（法光山） 千葉県君津市貞元 1957年（昭和32年）、日蓮宗を離脱して日蓮正宗に合流。1982年、正信会会員の住職が日蓮正宗当局より擯斥処分を受ける。2019年、日蓮正宗に返還される。

### 日向定善寺とその末寺
定善寺は小泉久遠寺・保田妙本寺両本山の旧末寺
- 定善寺（日知屋山） 宮崎県日向市財光寺 1957年（昭和32年）、旧末寺6ヶ寺とともに日蓮宗を離脱し、日蓮正宗に合流。
  - 本善寺（日知屋山） 日向市日知屋 1957年（昭和32年）日蓮宗を離脱し日蓮正宗に合流。
  - 本建寺 日向市定善寺境内。1957年（昭和32年）日蓮宗を離脱し日蓮正宗に合流。定善寺住職が兼務。元は妙国寺の末寺で日向市亀崎にあった。
  - 本照寺（長宝山） 宮崎県日南市 1957年（昭和32年）日蓮宗を離脱し日蓮正宗に合流。1982年、正信会会員の住職が日蓮正宗当局より擯斥処分を受ける。2022年、日蓮正宗に返還される。
  - 本蓮寺（図子山） 宮崎県児湯郡新富町 1957年（昭和32年）日蓮宗を離脱し日蓮正宗に合流。
  - 法蔵寺（海福山） 宮崎県東臼杵郡門川町 1957年（昭和32年）日蓮宗を離脱し日蓮正宗に合流。元は延岡市本東寺の末寺。檀徒の一部は本東寺へ合流。
  - 本源寺（経王山） 宮崎県宮崎市清武町加納甲 1960年(昭和35年) 日蓮宗を離脱し日蓮正宗に合流。日南市から宮崎市内海へ移転しその後現在地へ。檀徒の一部は日南市妙源寺へ合流。

### 西山本門寺とその末寺
- 西山本門寺 静岡県富士宮市西山
  - 福正寺（富士山） 千葉県千葉市中央区今井
  - 光栄寺（霊場山） 静岡県伊東市吉田
  - 本妙寺（久遠山） 静岡県富士宮市西山
  - 代世寺（興出山） 静岡県富士宮市鳥並
  - 大詮坊 静岡県富士宮市西山 本門寺の塔頭
  - 浄圓坊 静岡県富士宮市西山 本門寺の塔頭
  - 妙圓坊 静岡県富士宮市西山 本門寺の塔頭

### その他
- 本因寺（久遠山） 熊本県熊本市下通 2002年（平成14年）興統法縁除籍。日蓮宗。
- 妙本寺（詔和山） 宮崎県児湯郡高鍋町大字北高鍋。1937年（昭和12年）高鍋教会。1951年（昭和26年）寺号を公称。郷門寺院だが宮崎県内の郷門寺院が分裂し弱体化したためか、親師法縁により護持された。興統法縁の住職を迎えるも住職が興統法縁会を脱会。現在は興統法縁ではない。日蓮宗。